# Schwarze Troika

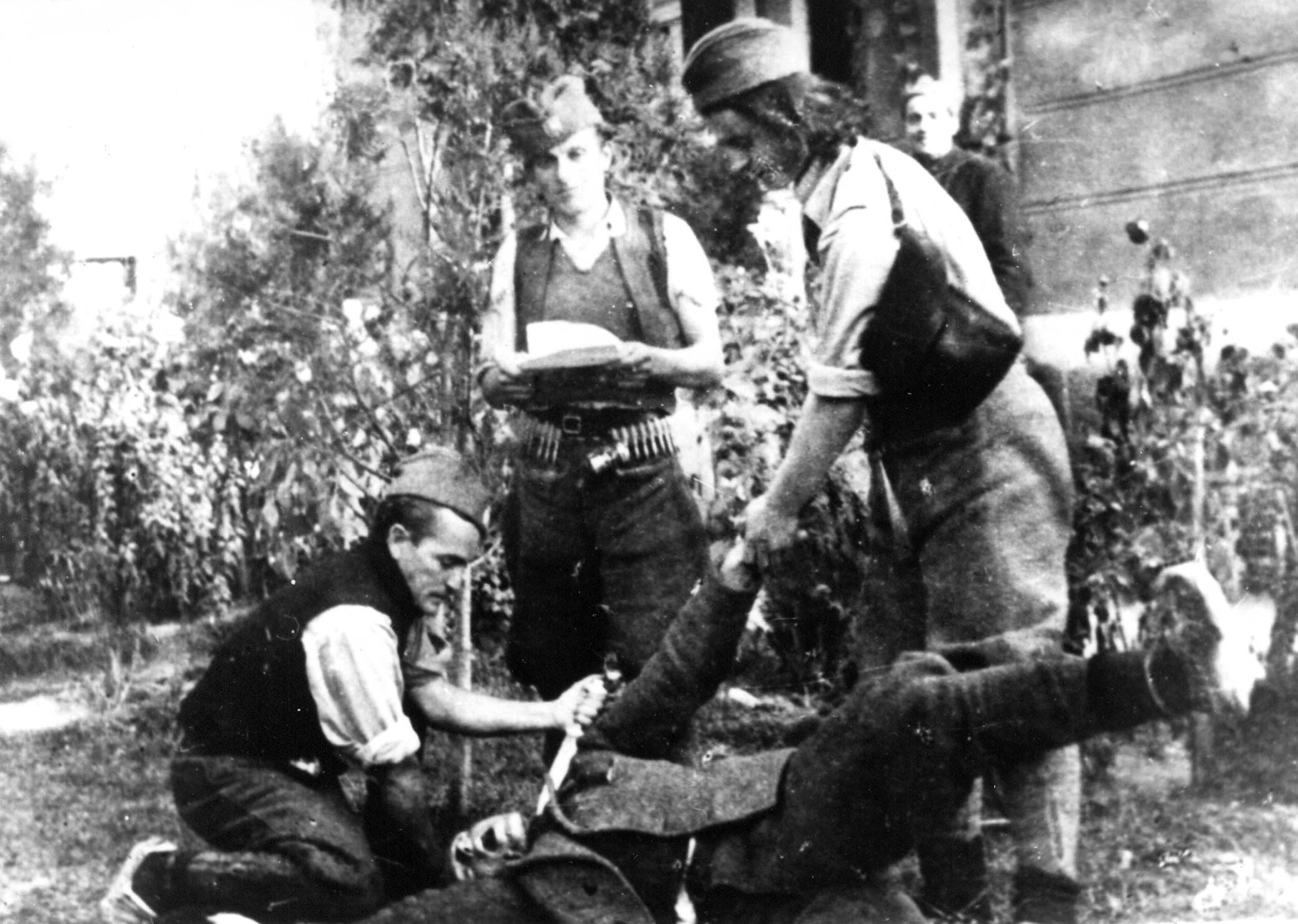
Eine Tschetnik-Troika tötet ihr Opfer in Serbien (Juni 1943).

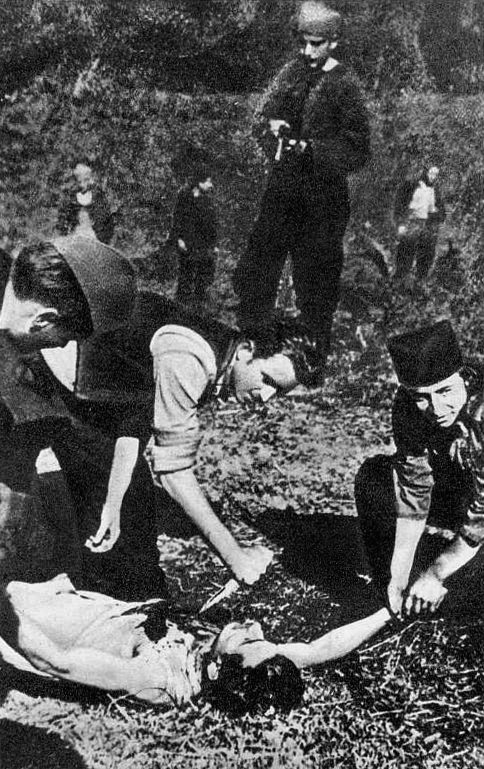
Tschetniks einer schwarzen Troika ermorden einen jugoslawischen Partisan in der serbischen Region Šumadija.

Eine Schwarze Troika (serbisch Црне тројке Crne trojke; von russisch Troika für „Dreiergruppe“) war eine aus drei Personen bestehende Terrorgruppe der nationalistischen serbischen Tschetnik-Verbände (sogenannte „Jugoslawische Armee im Vaterland“). Diese Troikas ermordeten politische oder religiöse Gegner zumeist abschreckend mit dem Messer. Die Schwarzen Troikas standen unter dem Kommando von General Dragoljub Draža Mihailović, der persönlich die Opfer auf Todeslisten setzte. Zu den Opfern gehörten häufig Funktionäre und tatsächliche oder vermeintliche Sympathisanten der serbischen Kollaborationsregierung und der jugoslawischen Partisanenbewegung.

## Bekannte Mitglieder
- Milorad Vukojičić (1917–1945), serbisch-orthodoxer Priester, von den jugoslawischen Behörden zum Tode verurteilt und hingerichtet, 2005 heiliggesprochen

## Bekannte Opfer
- Dragutin Bulić (1910–1942), Priester, Gymnasialprofessor und faschistischer Parteifunktionär (ZBOR)
- Vojko Čvrkić (1898–1942), ehemaliges jugoslawisches Parlamentsmitglied[3]
- Miloš Masalović (–1944), Kabinettschef der serbischen Kollaborationsregierung unter Milan Nedić[3]
- Aleksandar Ceka Djordjević (–1944), stellvertretender Innenminister der serbischen Kollaborationsregierung unter Milan Nedić[3]
- Kosta Pećanac (1879–1944), serbischer Tschetnik-Führer[3]